# 2021年のブラジル
2021年のブラジル （2021ねんのブラジル）では、2021年のブラジルに関する出来事について記述する。

## 国家元首等
- 大統領
  - 第38代: ジャイール・ボルソナーロ （社会自由党、2019年1月1日 - 2022年12月31日）
- 副大統領
  - 第25代: アミルトン・モウラン （2019年1月1日 - 2022年12月31日）
- 連邦最高裁判所長官
  - 第60代: Luiz Fux （2020年9月10日 - 2022年9月12日）
- 連邦上院議長
  - 第67代: Davi Alcolumbre （民主党、2019年2月2日 - 2021年2月1日）
  - 第68代: Rodrigo Pacheco （社会民主党、2021年2月1日 - ）
- 連邦下院議長
  - 第54代: Rodrigo Maia （民主党、2016年7月14日 - 2021年2月1日）
  - 第55代: Arthur Lira （民主党、2021年2月1日 - ）

## できごと

### 1月
- 1月21日 - リオデジャネイロ市、リオのカーニバル中止を表明[1]。2月開催を予定していたリオのカーニバルは、新型コロナウイルス感染症流行の影響により7月9日から12日までに延期されていたが[2][3]、結局、中止となった[4]。